# (466) Tisiphone
Pour les articles homonymes, voir Tisiphone (homonymie).
(466) Tisiphone est un astéroïde de la ceinture principale découvert par Max Wolf et Luigi Carnera le 17 janvier 1901.
Il est nommé d'après Tisiphone (la Vengeance) une des Érinyes grecques.